# Oshkosh, Wisconsin
Oshkosh là một thành phố thuộc quận Winnebago, tiểu bang Wisconsin, Hoa Kỳ. Năm 2000, dân số của thành phố này là 62916 người.
Oshkosh được đặt theo tên tù trưởng Menominee Oshkosh, có tên có nghĩa là "móng vuốt" (x. Ojibwe oshkanzh, "móng vuốt"). Mặc dù việc buôn bán lông thú mang những người định cư châu Âu đầu tiên đến khu vực này sớm nhất là năm 1818, nơi này đã không bao giờ trở thành một trung tâm chính trong việc buôn bán lông thú. Chính việc thành lập và tăng trưởng của ngành công nghiệp gỗ trong khu vực thúc đẩy sự phát triển của Oshkosh. Oshkosh được thành lập như là một thành phố vào năm 1853, mặc dù nó đã được chỉ định tâm của quận, và đã có một dân số gần 2.800 người.
Ngành gỗ cũng được thành lập khi các nhà doanh nghiệp đã lợi dụng đường thủy để cung cấp truy cập cho cả hai thị trường và các rừng thông phía Bắc. Đến 1859 vận tải đường sắt mở rộng khả năng đáp ứng nhu cầu của một thị trường xây dựng đang phát triển nhanh chóng. Đến năm 1870, Oshkosh đã trở thành những thành phố lớn thứ ba ở Wisconsin với dân số hơn 12.000 người. Báo Oshkosh Daily Northwestern, tờ báo nhật báo (nay là Tây Bắc Oshkosh) được thành lập khoảng thời gian này.